# Mark Courtney
Mark Courtney (Dungannon,  1972. április 26. –) északír nemzetközi labdarúgó-játékvezető.	

## Pályafutása

### Nemzeti játékvezetés
A játékvezetésből 1984-ben vizsgázott. Ellenőreinek, sportvezetőinek javaslatára lett az I. Liga játékvezetője.

### Nemzetközi játékvezetés
Az Északír labdarúgó-szövetség Játékvezető Bizottsága (JB) terjesztette fel nemzetközi játékvezetőnek, a Nemzetközi Labdarúgó-szövetség (FIFA) 2002-től tartotta nyilván bírói keretében. Több nemzetek közötti válogatott és klubmérkőzést vezetett. FIFA JB besorolás szerint első kategóriás bíró. A Észak-írországi nemzetközi játékvezetők rangsorában, a világbajnokság-Európa-bajnokság sorrendjében többedmagával a 4. helyet foglalja el 5 találkozó szolgálatával.
Válogatott mérkőzéseinek száma: 6.

#### Világbajnokság
A világbajnoki döntőhöz vezető úton Németországba a XVIII., a 2006-os labdarúgó-világbajnokságra,  Dél-Afrikába a XIX., a 2010-es labdarúgó-világbajnokságra és Brazíliába a XX., a 2014-es labdarúgó-világbajnokságra a FIFA JB bíróként alkalmazta.

##### 2006-os labdarúgó-világbajnokság

###### Selejtező mérkőzés
| Időpont             | Helyszín                         | Mérkőzés típusa           | Mérkőzés       | Eredmény | Nézők száma |
| ------------------- | -------------------------------- | ------------------------- | -------------- | -------- | ----------- |
| 2004. szeptember 8. | Mikhail Meshki Stadion, Tbiliszi | előselejtező (2. csoport) | Grúzia–Albánia | 2 – 0    | 20 000      |

##### 2010-es labdarúgó-világbajnokság

###### Selejtező mérkőzés
| Időpont             | Helyszín                   | Mérkőzés típusa           | Mérkőzés           | Eredmény | Nézők száma |
| ------------------- | -------------------------- | ------------------------- | ------------------ | -------- | ----------- |
| 2008. szeptember 6. | Tiraspol Stadion, Tiraspol | előselejtező (2. csoport) | Moldova–Lettország | 1 – 2    | 4300        |

##### 2014-es labdarúgó-világbajnokság

###### Selejtező mérkőzés
| Időpont              | Helyszín                     | Mérkőzés típusa           | Mérkőzés             | Eredmény | Nézők száma |
| -------------------- | ---------------------------- | ------------------------- | -------------------- | -------- | ----------- |
| 2012. szeptember 11. | Karaiskakis Stadion, Pireusz | előselejtező (G. csoport) | Görögország–Litvánia | 2 – 0    | 21 466      |

#### Európa-bajnokság
Az európai labdarúgó torna döntőjéhez vezető úton Ausztriába és Svájcba a XIII., a 2008-as labdarúgó-Európa-bajnokságra az UEFA JB játékvezetőként foglalkoztatta.

##### 2008-as labdarúgó-Európa-bajnokság

###### Selejtező mérkőzés
| Időpont             | Helyszín                                | Mérkőzés típusa           | Mérkőzés           | Eredmény | Nézők száma |
| ------------------- | --------------------------------------- | ------------------------- | ------------------ | -------- | ----------- |
| 2006. augusztus 16. | Constant Vanden Stock Stadion, Brüsszel | előselejtező (A. csoport) | Belgium–Kazahsztán | 0 – 0    | 20 000      |

##### 2012-es labdarúgó-Európa-bajnokság

###### Selejtező mérkőzés
| Időpont           | Helyszín                     | Mérkőzés típusa           | Mérkőzés           | Eredmény | Nézők száma |
| ----------------- | ---------------------------- | ------------------------- | ------------------ | -------- | ----------- |
| 2010. október 12. | Olimpiai Stadion, Serravalle | előselejtező (E. csoport) | San Marino–Moldova | 0 – 2    | 714         |

#### Nemzetközi kupamérkőzések

##### Európa-liga
| Időpont           | Helyszín                   | Mérkőzés típusa         | Mérkőzés                    | Eredmény | Nézők száma |
| ----------------- | -------------------------- | ----------------------- | --------------------------- | -------- | ----------- |
| 2010. november 4. | Philips Stadion, Eindhoven | csoportkör (I. csoport) | PSV Eindhoven–Debreceni VSC | 3 – 0    | 17 000      |

## Sportvezetőként
Az Észak-Írország Bírói Egyesület (NIRA) elnöke.